# Letnie Mistrzostwa Polski w Skokach Narciarskich 2001
6. Letnie Mistrzostwa Polski w Skokach Narciarskich – zawody o mistrzostwo Polski w skokach narciarskich na igelicie, które odbyły się 16 września 2001 roku na Średniej Krokwi w Zakopanem.
W konkursie o mistrzostwo Polski zwyciężył Adam Małysz, srebrny medal zdobył Wojciech Skupień, a brązowy - Robert Mateja.

## Wyniki konkursu
| Miejsce  | Zawodnik             | Klub              | Skok 1 | Skok 2 | Punkty |
| -------- | -------------------- | ----------------- | ------ | ------ | ------ |
| 1. (1.)  | Adam Małysz          | KS Wisła Wisła    | 97,5   | 84,5   | 237,5  |
| 2. (2.)  | Wojciech Skupień     | WKS Zakopane      | 82,0   | 79,0   | 210,0  |
| 3. (3.)  | Robert Mateja        | TS Wisła Zakopane | 79,5   | 78,5   | 205,5  |
| 4. (5.)  | Grzegorz Śliwka      | KS Wisła Wisła    | 76,5   | 74,5   | 194,5  |
| 5. (6.)  | Łukasz Kruczek       | AZS AWF Katowice  | 78,5   | 73,0   | 190,5  |
| 6. (8.)  | Tomasz Pochwała      | TS Wisła Zakopane | 75,5   | 74,0   | 186,0  |
| 7. (9.)  | Tomisław Tajner      | KS Wisła Wisła    | 76,5   | 71,0   | 183,0  |
| 8. (10.) | Krystian Długopolski | TS Wisła Zakopane | 73,0   | 74,5   | 178,0  |

W nawiasach podano miejsce z uwzględnieniem zawodników zagranicznych.